# Мітницька Оксана Сергіївна
Мітницька Оксана Сергіївна (нар.18 липня 1977) — український журналіст, головний редактор та редактор-засновник всеукраїнського ділового тижневика Власть денег.

## Кар'єра
Базову освіту отримала у київський гімназії № 153 імені О. С. Пушкіна, вищу економічну освіту здобула у  Київському національному університеті імені Тараса Шевченка. Працювала кореспондентом економічної програми Вікна-Бізнес телеканалу СТБ, оглядачем тижневика Деловая столица.
У 2004 році стає редактором-засновником всеукраїнського ділового видання Власть денег.
Під керівництвом Мітницької Власть денег стає першим українським журналом нового формату — популярним діловим виданням. Основні напрями — аналітика економічного та суспільно-політичного характеру, а також формат історичної аналітики. Серед постійних авторів тижневика — Станіслав Цалік, Кальницький Михайло Борисович.

## Відзнаки
- Лауреат Всеукраїнської премії «Жінка III тисячоліття» в номінації «Рейтинг» (2009).